# Бирнин-Кебби
Бирнин-Кебби (англ. Birnin Kebbi) — город в северо-западной части Нигерии, административный центр штата Кебби. Входит в состав одноимённого района местного управления.

## Географическое положение
Город находится в северной части штата, на левом берегу реки Сокото, на высоте 230 метров над уровнем моря.
Бирнин-Кебби расположен на расстоянии приблизительно 510 километров к северо-западу от Абуджи, столицы страны.

## Население
По данным переписи 1991 года численность населения Иво составляла 63 147 человек.
Динамика численности населения города по годам:
| 1991   | 2012    |
| ------ | ------- |
| 63 147 | 125 594 |

## Транспорт
Ближайший аэропорт расположен в городе Гая (Нигер).